# Corminus luridipennis
Corminus luridipennis är en skalbaggsart som beskrevs av Hermann Burmeister 1855. Corminus luridipennis ingår i släktet Corminus och familjen Melolonthidae. Inga underarter finns listade i Catalogue of Life.